# یواس‌اس ولانس (ای‌کی‌اس-۹)
یواس‌اس ولانس (ای‌کی‌اس-۹) (به انگلیسی: USS Volans (AKS-9)) یک کشتی بود که طول آن ۴۴۱ فوت ۷ اینچ (۱۳۴٫۵۹ متر) بود. این کشتی در سال ۱۹۴۳ ساخته شد.